# Edith Lölhöffel von Löwensprung
Edith Hermine Christine Lölhöffel von Löwensprung (geb. Unterberger; * 13. März 1896 in Charlottenburg bei Berlin; † 23.02.1941 in Beelitz-Heilstätten) war eine deutsche Ärztin und Sportmedizinerin.

## Biographie
Edith Lölhöffel, geb. Unterberger, wurde als Tochter eines Studienrats in Charlottenburg geboren und war in ihrer Jugend Mitglied des Wandervogels, sie legte 1917 das Abitur am Auguste-Viktoria-Reform-Realgymnasium in Berlin-Charlottenburg ab und studierte von 1917 bis 1922 Medizin an der Friedrich-Wilhelms-Universität Berlin. Sie war seit 1920 Mitglied im Hochschulring Deutscher Art und im Verein für das Deutschtum im Ausland. 1924 promovierte sie „Über die Beziehungen zwischen Ovulation und Menstruation“, 1928 (nach anderen Angaben 1923) erfolgte die Approbation als Sportärztin, Lölhöffel praktizierte in Berlin.

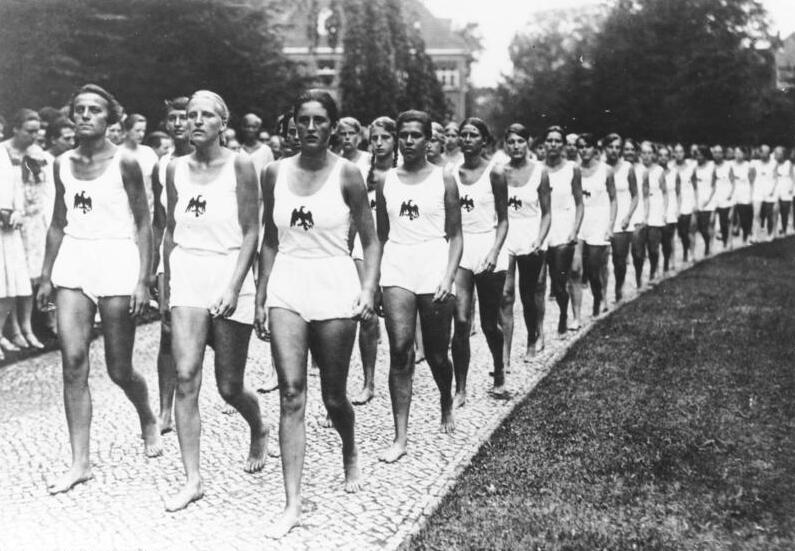
Sportstudentinnen der Deutschen Hochschule für Leibesübungen

1923 heiratete sie Erich Lölhöffel von Löwensprung. In den Jahren von 1923 bis 1927 arbeitete Lölhöffel an Kliniken in Berlin-Neu-Westend und Berlin-Lichterfelde und erteilte medizinische Kurse am Charlottenburger Jugendheim. Von 1926 bis 1936 war Lölhöffel im Bund Deutscher Ärztinnen aktiv. 1928 erfolgte die Festanstellung an der Deutschen Hochschule für Leibesübungen und 1929 die Berufung an die Preußische Hochschule für Leibesübungen (Berlin-Spandau), ab 1930 erhielt Lölhöffel Lehraufträge am Berliner Hochschulinstitut für Leibesübungen und war Sportärztin der Berliner Universität, aus gesundheitlichen Gründen gab sie diese Tätigkeiten 1932 auf.
Ab 1933 engagierte sich Lölhöffel im NS-Reichsbund für Leibesübungen, dem Bund Deutscher Mädel, dem Reichsarbeitsdienst und der NS-Frauenschaft. Bei den Olympischen Spielen 1936 war Lölhöffel Betreuerin der deutschen Athletinnen, 1937 übernahm sie die Schriftleitung der Zeitschrift Die Ärztin und war deutsche Delegierte beim Kongress des Internationalen Ärztinnenbundes in Stockholm. Lölhöffel wird als überzeugte Antisemitin und Nationalsozialistin beschrieben, so begegnete sie Vorwürfen einer „Vermännlichung“ und möglichen Gebärunfähigkeit infolge des Leistungssports mit dem „im Sinne der NS-Ideologie unschlagbaren Argument“, demzufolge breitschultrige und muskulöse Körper Ausdruck der Zugehörigkeit der meisten Sportlerinnen zum „nordisch und nordisch-dinarischen Rasseanteil“ seien.
Lölhöffel hatte vier Kinder, von denen der einzige Sohn, Götz von Lölhöffel, 1943 in Russland starb. Edith Lölhöffel starb 1941 in Berlin.

## Publikationen
- Über die Beziehungen zwischen Ovulation und Menstruation,” (Dissertation, 1924)
- Aus der sportärztlichen Arbeit an der D. H. f. L. Frauenturn- und Sporttagung. Berlin 1929
- Körpererziehung in der Familie. (Monatsschrift Deutscher Ärztinnen 5 (1929), 157–158)
- Zum Wettkampfsport der Frau. (Mschr. Dtsch. Ärztinnen 6 (1930), 260)
- Sport als Therapie in der Frauenpraxis. (In: Fortschritte der Medizin. Berlin 1931, zit. nach: Ärztin 12(1936), S. 15)
- Die Gesundheitslage der Hausfrau und ihre Beeinflussung durch Turnen und Sport. (Ärztin 8 (1932), 171–176)
- Sport und Lebensaufgabe der Frau. (In: Leibesübungen 1932, S. 301, zit. nach: Ärztin 16 (1936), 15)
- Frau und Leibesübungen. (In: Knoll-Arnold: Normale und pathologische Psychologie der Leibesübungen. Leipzig 1933, S. 205–226, 300–302)
- Leitsätze für die körperliche Erziehung der Studentinnen an deutschen Hochschulen. (Ärztin 10 (1934), 118–121)
- Bericht über den 3. Kongress des Internationalen Ärztinnenbundes (Ärztin 10 (1934), 151–153)
- Die Auswirkungen der Körpererziehung auf Entwicklung, Bau und Tätigkeit des weiblichen Körpers nach den ärztlichen Erfahrungen der nordischen Länder. (Ärztin 10 (1934), 155–162, 169–177)
- Frauensport und Frauentum. (Ärztin 12 (1936), S. 10–15)
- Sportärztliche Erfahrungen im Frauensport. (In: II. Internationale Sportärzte-Kongress Berlin 1936. Verhandlungsbericht. Leipzig 1937, S. 387–391)
- Fünf Jahre Reichsfrauenführung. (Ärztin 15 (1939), 40–44)
- Hopsa Tralla: Ein Lieder- u. Spielheft, 14 neue Bewegungsspiele für Kinder. Potsdam, 1939
- Das Berufsbild der Ärztin. (Ärztin 15 (1939), 124–130)
- Die Ärztin in der Front der Heimat. (Ärztin 15 (1939), 267) 8. November 1939. (Ärztin 15(1939), 309)
- Das geschlechtskranke Kind. (Ärztin 15 (1939), 318–321)
- Schutz der Jugend in Familie und Öffentlichkeit. (Bekämpfung der Alkohol- u. Tabakgefahren. 7.) Berlin-Dahlem, 1940
- Aufgaben der Frau für eine alkohol- und tabakfreie Jugenderziehung. (Ärztin 16 (1940), 380–181) Die Ärztin. o. O. 1941, 3. Auflage[3]